# Bălgarene, Stara Zagora
Bălgarene (în bulgară Българене) este un sat în comuna Radnevo, regiunea Stara Zagora,  Bulgaria. 

## Demografie
Componența etnică a satului Bălgarene
     Bulgari (90,58%)
     Romi (7,05%)
     Nicio identificare (2,35%)
     Altele (0%)
La recensământul din 2011, populația satului Bălgarene era de 85 locuitori. Din punct de vedere etnic, majoritatea locuitorilor (90,58%) erau bulgari, cu o minoritate de romi (7,05%). Pentru 2,35% din locuitori nu este cunoscută apartenența etnică.